# Johann Wolfgang von Flüe
Johann Wolfgang von Flüe (* 14. Juli 1691 in Sachseln; † 14. Mai 1754 ebenda) war ein Schweizer Offizier und Politiker.

## Leben

### Familie
Johann Wolfgang von Flüe war ein Nachfahre von Niklaus von Flüe. Er war der Sohn von Johann Konrad von Flüe (* 1655 in Luzern; † 15. März 1733 in Sachseln) und dessen Ehefrau Anna Marie (geb. Britschgi) (* 1660); seine Geschwister waren:
- Hans Nicolas von Flüe (* vor 1684; † 1712 im Gefecht von Sins[3]), verheiratet mit Anne Marie Götschi (* vor 1689);
- Johann Peter von Flüe, Hauptmann in französischen Diensten und Landvogt im Tessin.

Er war in erster Ehe noch vor 1726 mit Marie Magdalena (geb. Blättler) verheiratet, gemeinsam hatten sie neun Kinder. In zweiter Ehe heiratete er noch vor 1734 Marie Regina (geb. Wirz), mit der er sechs Kinder hatte; aus seiner dritten Ehe noch vor 1752 mit Barbara (geb. Blättler) gingen drei Kinder hervor. Von seinen Kindern sind unter anderem bekannt:
- Ludwig von Flüe, 1789 kommandierender Offizier der Schweizergarde bei der Verteidigung der Bastille während der Französischen Revolution, verheiratet mit Catharina Josepha (geb. Boulanger) aus Rouen;
- Johann Nikodem von Flüe, Landammann.
- Benedikt Niklaus von Flüe (* 21. März 1726 in Frauenfeld; † 29. Januar 1772 in Sachseln), Landammann[5], verheiratet mit Marie Franziska Ida, Tochter des Nidwaldner Landammanns Michael Jakob Zelger (1691–1764)[6];
- Johann Nikodem von Flüe (* 7. Mai 1734 in Sachseln; † 13. Februar 1823 ebenda), Landammann[7], verheiratet mit  Marie Franziska (geb. Achermann);
- Maria Antonia Nicola von Flüe, Äbtissin im Zisterzienserinnenkloster Mariazell zu Kalchrain[8];
- Maria Kunigunde Nicola von Flüe, Konventualin und Äbtissin im Benediktinerinnenkloster Kloster St. Andreas in Sarnen;
- Beata Nikola von Flüe im Kapuzinerinnenkloster St. Klara in Stans.

Von seinen Enkelinnen sind namentlich bekannt:
- Maria Agnes Nicola von Flüe (* 28. Dezember 1818; † 3. April 1839)[9], Äbtissin vom Benediktinerinnenkloster Münsterlingen;
- Josefa Maria Franziska Barbara von Flüe, im Kapuzinerinnenkloster St. Klara in Stans;
- Maria Nicola Ignazia von Flüe, im Benediktinerinnenkloster St. Andreas in Sarnen.

Sein Neffe war der Landammann Johann Peter von Flüe (1709–1783).

### Werdegang

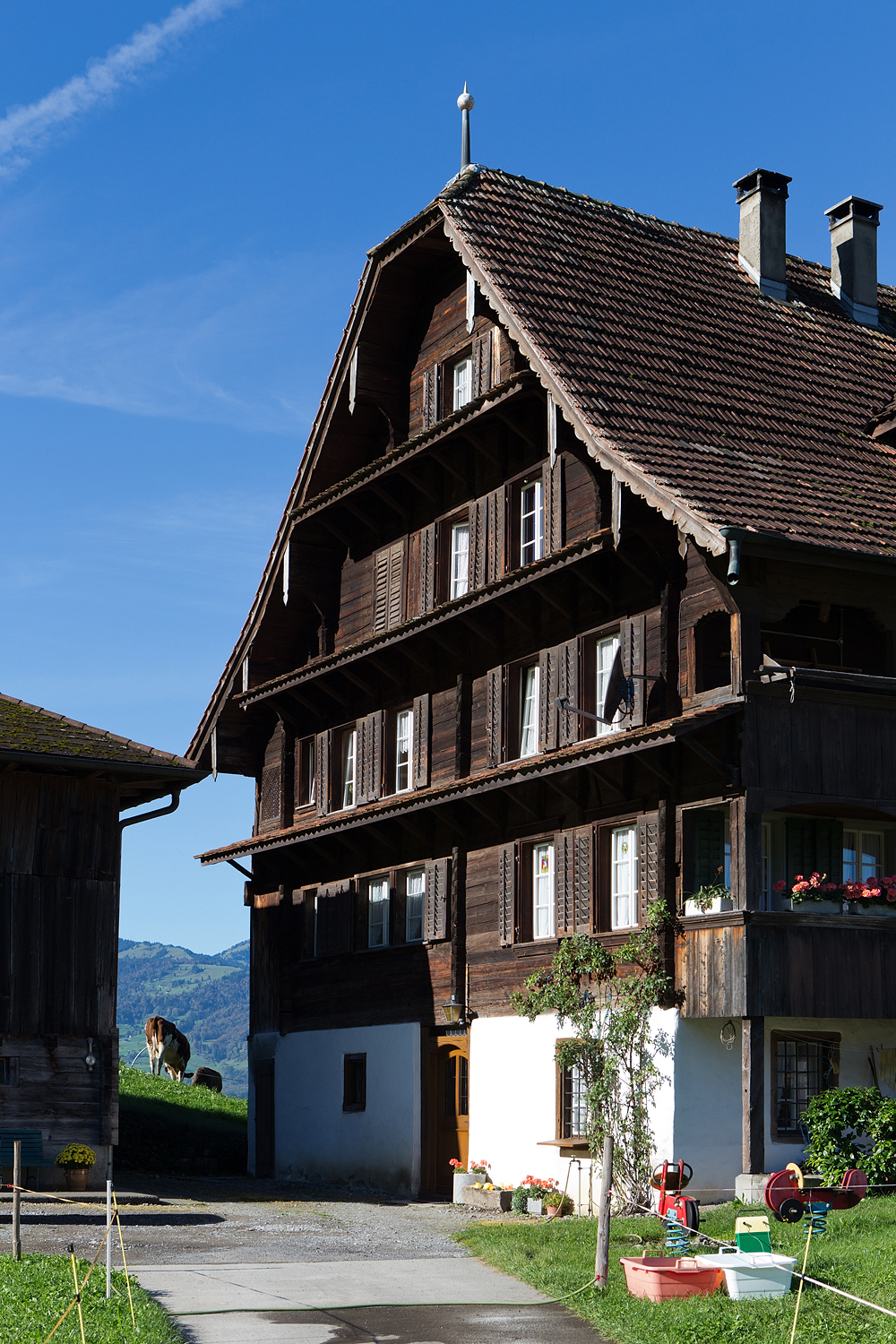
Wohnhaus Brunnenmatt, erbaut von Johann Wolfgang von Flüe um 1750

Johann Wolfgang von Flüe nahm von 1711 bis 1712 auf französischer Seite im Regiment Greder am spanischen Erbfolgekrieg teil.
1713 wurde er zum Obwaldner Kantonsrat gewählt und war seit 1716 Landesfähnrich.
Ab 1717 nahm er als Gesandter an 24 Tagsatzungen teil.
1718 wurde er zum Mitglied des Fünfzehnergerichts und 1723 zum Landesbauherrn gewählt. In der Zeit von 1724 bis 1726 war er Landvogt im Thurgau und 1729 Landstatthalter (Stellvertreter des Vorsitzenden der Kantonsregierung).
Von 1730 und darauf folgend von 1733 bis 1753 war er alle vier Jahre Obwaldner Landammann; in dieser Zeit teilte er seit 1733 die französischen Pensionen aus und war von 1734 bis 1737 und ab 1743 Inhaber eigener Kompanien in französischen Diensten, in denen sieben seiner Söhne Offiziersstellen bekleideten.
Um 1750 erbaute er das Wohnhaus Brunnenmatt (heute: Flüelistrasse 16), das seit 1993 als Kulturobjekte von regionaler Bedeutung unter Denkmalschutz steht (B-Objekt, siehe Liste der Kulturgüter in Sachseln). Einige Zimmer wurden von Martin Obersteg (1724–1798) ausgemalt, im Sockelgeschoss befindet sich der sogenannte Gartensaal mit Régence-Stuckaturen und Kamin, den von Flüe als Empfangszimmer für Amtsgeschäfte benutzte. Für den Kachelofen wurden Kacheln aus dem Rathaus in Sarnen wiederverwendet.